# Битва під Муромом
Битва під Муромом (рос. Битва под Муромом) 3 (13) лютого 1681 р. (за іншою версією 1671 р.) — вирішальна битва повстання Степана Разіна під час Громадянської війни 1676—1682 років в Московії (у радянській історіографії — Селянська війна 1670—1671 рр.). Закінчилася перемогою об'єднаного козацького війська отамана Степана Разіна над царським військом князя Ю. А. Долгорукова (у романівській історіографії — перемогою царського війська).

## Передумови
Програвши Разіну битву під Симбірськом, князь Барятинський зібрав розрізнені частини вцілілих мушкетерів та чекав там на князя Долгорукова, який був змушений відступати на Алатир від Пензи, щоб прикрити Москву зі сходу. Проте лобова атака Разіна відкинула Долгорукова ще далі на захід до Арзамаса, де полки нового ладу виявилися під загрозою повного оточення: «Князь Юрій Долгорукий стояв в Арзамасі в той час, коли заколотники брали Макар'ївський монастир. Заколот охоплював його з півдня, півночі та сходу».
Як ми бачимо, Долгорукий не зміг утримати Арзамас. Падіння Макар'ївського монастиря, що на північ від Арзамаса, робило знаходження там Долгорукого з військової точки зору просто безглуздим. Він, фактично, виявився під загрозою повного оточення і відсікання від Москви. Про розгром Долгорукова під Арзамасом згадується в листі отаманів Степану Разіну: «Великого війська Донського і Єїцького і Запорізького від отаманів Михайла Харитоновича, та від Максима Дмитровича, та від Михайла Китаевіча, та від Семена Нефедьєва, та від Артемія Чірскова, та від Василя Шилова, та від Кирили Лаврентьєва, та від Тимофія Трохимовича у Челнавськой отаманом молодцом і всьому великому війську. Послали ми до вас козаків Лисогірських Сидора Леденьова та Гаврилу Болдирєва для собранья і Ради великого війська. А ми нині в Танбове листопада о 9-й день у скопі, у нас військової сили із 42 000, а гармат у нас 20, а зілля у нас півп'ятаста і больши пуд. … А писав до нас з Орзамасу донський отаман, що наші козаки князч Юрія Долгарукова побили з усім його військом, а у нього було гармат 120, а зілля 1500».
З листа випливає, що у визвольному поході брали участь козацькі сили Донського, Яїцького і Запорізького військ у повному складі разом із своїми отаманами, тобто всі козацькі сили від Дніпра до Уралу! Згідно листа, князь Долгоруков не втримав Арзамас — був вщент розбитий, з усім військом, залишивши на полі бою всю свою зброю і припаси. Більш того, під керуванням разінців вже знаходиться Тамбов — головний оборонний рубіж на східній засічній лінії. Отамани пишуть листа в «Велике військо» Степану Разіну, що хочуть прибути до загальновійськову раду. Все вірно — вони були лише окремими підрозділами об'єднаних православних сил. Зазначається, що тільки в одному Тамбові знаходилися 42 000 козаків, які у розгромі Долгорукова навіть не брали участь. З царським воєводою під Арзамасом спокійно впорався інший отаман. При цьому тільки під Арзамасом Долгоруков залишив на полі бою 120 гармат (!).

## Остання битва повстанців
Якщо провести на карті тих часів умовну лінію від Симбірська до Москви, ми побачимо на ній всю географію бойових дій. Це напрямок: Симбірськ—Алатир—Арзамас—… Далі Москва. Саме тому історики зупинилися на Симбірську, бо після Симбірська військо Разіна рушило на Москву. Але на Московський похід Разіна було накладено строге табу.

### Як фортеця Муром стала селом Мурашкино
Після Арзамаса на шляху до Москви по лінії Симбірськ—Арзамас—Москва знаходиться останнє місто — Муром. Це і є легендарне Мурашкино, де, нібито, другий раз розбили повстанців — вже остаточно. Але історія цієї битви настільки туманна, що подробиць не залишилося зовсім. Просто йдеться про те, що під Мурашкино була якась вирішальна битва з бунтівниками, але вже без Разіна.
Зараз відомий населений пункт. Велике Мурашкино. Однак до 18-ого століття Мурашкино ніде в літописах і розрядних книгах не згадується. Дослідник цього питання краєзнавець Нижегородської губернії А. С. Гаціський ніякого Мурашкино не виявив і робить обережне зауваження, що можливо мова йде про невелике село Мухаркі. Втім, все набагато простіше і логічніше. Йдеться про славне місто Муромі, який стоїть на лінії Алатир-Москва якраз по середині. На старих картах Муром вказувався як «Муромська». Фальсифікатори історії не могли допустити взяття Разіним славного міста і постаралися замінити латинські букви «MS» на «SH» — вийшла Мурашка.

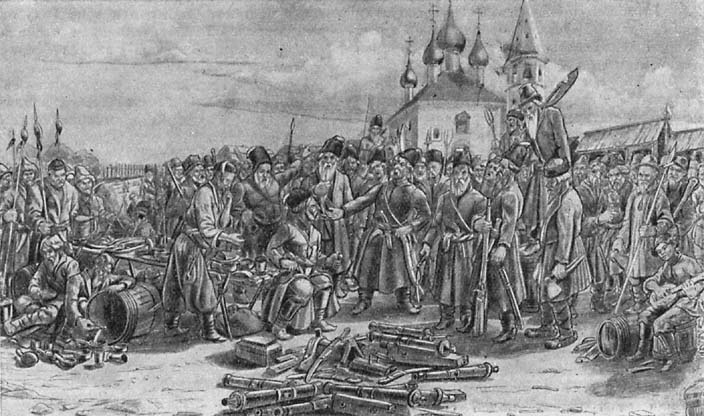
Отаман Стенька Разін радиться з товариством на козацькому колі

Проте час все розставляє на свої місця. З приводу напрямку руху Разіна на Москву через Муром ми читаємо у С. П. Злобіна, який при написанні історичного роману про С. Т. Разіна більше 5 років провів в архівах, скрупульозно вивчаючи всі події Московського походу повстанців. Його отаман Іван Білоус, наприклад, писав Разіну, що йде з Алатиря на Арзамас, де сховалися втеклі воєводи: «І я то гніздо осине начисто випалю, Степан Тимофійович. Чого з ними бавиться! Далі нехай біжать. А з Арзамаса я, батюшка, думаю, якщо Бог допоможе, вдарити на Муром. Звідти дорога тобі на Москву пряміше та коротше: від Мурома буде верст триста, не більше. І лісів там досить, де засіки ставити». Як відомо, бравий козацький отаман Іван Білоус обіцянку Разіну дотримав, здобувши блискучу перемогу під Арзамасом. Але головною метою повстанців була саме Москва, куди і планувалося негайно виступити через Муром. Так що рух Разіна на Москву по Муромській дорозі залишався непоміченим тільки романівськими істориками — чесніші дослідники повстання цей факт не приховували.
На ототожнення Мурома з Мурашкино зазначає, зокрема, і В. І. Лебедєв: «21 вересня Долгоруков виступив з Мурома, сподіваючись досягти Алатиря, проте повстання бушувало вже всюди, і він був змушений 26 вересня зупинитися в Арзамасі. Повстанці наступали на це місто з декількох сторін». Тобто Долгоруков виступив на Алатир саме з Мурома, де і перебувала його ставка після відступу.
Далі відступати було не можна — після Мурома до Москви більше не було великих фортець. У чистому полі у іноземних солдатів шансів проти разінських сил не було, а Муромські ліси якнайкраще нівелювали перевагу разінців у кавалерії. Наявність повноводної річки Оки і жовтневе бездоріжжя дозволили Долгорукому тимчасово зупинити наступаючого ворога і перевести дух після багатоденного відступу. Саме тут, під Муромом і відбулася генеральна битва, яка за своїми масштабами ще не мала аналогів у світовій історії.

### «Фантастична розповідь»
Вирішальна битва відбулася у лютому 1681 року в районі долини річки Оки під Муромом. Про цю баталію російська історіографія підозріло мовчить, хоча згадки в іноземних джерелах збереглися і дуже яскраві. Нижче представлений дивовижний документ, який романівські історики відразу ж обізвали «Фантастичною розповіддю». Втім у книзі історика А. Г. Манькова «Іноземні звістки про повстання Степана Разіна» він займає найбільш значуще місце з усіх наведених джерел. Маньков з подивом пише: «На це видання до сих пір не звернуто увагу істориків. Текст брошури являє собою лист (донесення) якоїсь довіреної особи свому господарю … Таким чином, оцінюючи джерело в цілому, слід підкреслити, що перед нами документ, який свідчить про величезні масштаби Селянської війни».
Відразу кидається в очі, що Разін зовсім не на Дону, а керує боєм. Більш того, армія, яку він розгорнув у вирішальній битві, налічувала 100 000 осіб — це аж ніяк не розрізнені зграї селян. Розглянемо цей документ ретельно (слова у тексті, що не піддаються перекладу, збережені в тому вигляді, як вони подані в оригіналі 1671 р.):
|  | Довгий час ми тут щодня перебували в страху ... Не тільки нас, іноземців, терзали ці побоювання, бо кількома днями раніше збільшилося військо бунтівника Разіна, яке розташувалося на рівнині під столичним містом цієї країни настільки великим числом, що вірним підданим Великого Государя уява малювала лише один можливий кінець — неминуче падіння величі цієї держави, поки зовсім недавно на Congrawize, або Раді, в Москві не було вирішено, щоб генерал Долгоруков дав їм [бунтівникам] бій ... в 13-й день лютневих календ 16 70/71 ... по рівнині на шість миль, а вона тягнеться долиною на шістдесят миль від Москви до Wrackoza, де її споріднені своєю щедрістю плодоносні потоки, звиваючись, впадають в Ambonine океан, радісно прийняті (після довгої подорожі по колу) знову в утробу своєї матері |

З цього повідомлення ми робимо висновок, що мова йде саме про долину річки Оки, яка унікальна саме тим, що, беручи свій початок біля витоку Волги, вона по колу огинає Москву з півдня і на сході знову впадає в Волгу, що точно відповідає опису джерела. Інших таких річок «під столичним містом» Москвою немає.

### Участь патріарха у битві
У листі дається повний опис кровопролитного бою:
|  | З таким озброєнням рушили ці загони — правий — під командуванням генерала Долгорукова, а інший — під командуванням царя — назустріч ворогові, чиї сили, які переважали на 20 000 вершників і піхотинців, просувалися, відчуваючи себе впевнено, також двома загонами, правий очолював великий бунтівник Степан Разін, а інший — патріарх Demainzone, активний пособник цієї згубної смути; їх підтримувала потужна артилерія |

Як ми бачимо, патріарх в рядах разінців — зовсім не вигадка. Він не тільки існує, а й є одним з головних полководців у стані повстанців. Більш того, його називають «посібником смути». Армію Разіна і патріарха підтримує потужна артилерія. Цікаво, звідки у повсталих селян таке озброєння, куди ділися «застаріли стрілецькі піщалі, віли і луки»?

### Участь московського царя
Нарешті автор подає опис дводенної грандіозної битви з масовим застосуванням артилерії і кінноти:
|  | ... До десятої години в жахливому гуркоті стрілянини праві фланги (одному надає хоробрість то, що він виступає на стороні уряду, а іншому, без сумніву, — його чисельність) настільки зблизилися, що стрімкий наліт і сильна атака кінноти бунтівників, що тривала годину, змушують генерала Долгорукова відступити ... Цар, який також бере участь в бою, побачивши, що корона знаходиться в небезпеці, припинив наполегливу сутичку з Demainzone і завдав переслідувачеві, бунтівникові Разіну, такий сильний удар з тилу, що розгромив його вершників і зім'яв піхоту. Неправильно зрозумівший його раптовий круговий маневр патріарх, думаючи, що зміною позиції він має намір вдарити йому у фланг, розвернувся в протилежну сторону, готуючись його зустріти; армія сильно розтягнулася по рівнині перш, ніж він зміг виправити це безрозсудне перестроювання. Бунтівник Разін, позбавлений допомоги, не мав позиції для гідного відступу і не міг знайти порятунку втечею; але (з нечуваною рішучістю) прорвався (як син відчаю) скрізь піхоту царя (the buryings of the Czar's Infantry) на свою первісну позицію і, з'єднавшись з патріархом, скомандував <потім> відступ, щоб поповнити свої поріділі роти. У цьому бою Великий Государ втратив п'ять прапорів: три — кінних військ і два — піхотних; бунтівники — тринадцять, а їх шеренги повернулися безжально побитими... |

Виявляється, крім патрірха, в битві бере участь сам цар! Але з біографії Олексія Михайловича, нам щось про це нічого не відомо. Вочевидь, мова йде про царя Федора, який, дійсно, міг бути присутнім у стані іноземної інфантерії для додання «армії нового зразку» Долгорукова більшої легітимності.

### Масштаби втрат
Продовжимо читати документ:
|  | ... Вони вдарили всім своїм військом їм в тил і добилися великого успіху, завдавши величезних втрат убитими, поки бунтівник Разін знову не зустрів їх у фронт і з новою люттю продовжував битися від дванадцяти годин до трьох з настільки змінним успіхом, сер, що його тут важко описати. Але, без сумніву, бій був таким спекотним, що ці армії билися врукопашну, а деякі полки зовсім перемішалися між собою ... Убитих в армії Государя було понад 7000 ... Бунтівників було вбито більше 16 000, а 24 000 баламутів, які брали участь в цій навалі, було взято в полон, а також захоплено понад 300 возів і знарядь ... Але на пам'яті людства не було здобуто більшої перемоги над стотисячним військом. Відданий Вам, Москва, 15 лютого 70/71 |

Перед очима постає картина небувалої битви. Можливо, саме тому фальсифікатори історії обходили стороною це унікальне джерело? Тим не менш, документ пройшов серйозну правку. Зверніть увагу на дату року — це явна вставка, з поправкою на старий і новий календарі. Цікаво, чому після «Відданий Вам» немає імені автора. За стилем написання листа (написано англійськими літерами, явно офіцером-фронтовиком і присвячено англійському королю), дуже схоже на листи Патріка Гордона. Та ж характерна стилістика, яку важко сплутати з чимось іншим. Мабуть це і є уривки з безповоротно загублених щоденників П. Гордона.
Згідно з листом, бій йшов з перемінним успіхом і ніхто не був повністю переможений. Однак далі автор пише, що вдалося захопити в полон самого Разіна, і його чекає люта кара. Це дуже схоже на подальшу вставку. Ні хід бою, ні втрати з боку армії Разіна, не говорять про беззаперечну перемогу Долгорукова. Проста арифметика, якщо з 100 000-ного війська Разіна відняти 16 000 загиблих і 24 000 полонених, то все одно залишається близько 60 000. Незрозуміло також, що сталося з патріархом і його армією.

## Хто переміг
Бій ішов в рукопашну, тобто до останнього солдата, ніхто не відступав. Про те, що підсумок цієї битви для армії Долгорукова був не настільки райдужним, ми знаходимо безліч інших незалежних свідчень зі збірки того ж А. Г. Манькова.
|  | «А той посланець проти заколотників московський генерал Долгоруков вимагає стотисячну армію, а інакше не вирішується здатися на очі ворогові. Але [царський] двір не в силах зібрати таку армію, оскільки тяглий люд не хоче вносити на це пятину, посилаючись на свою неспроможність. Москва" |

Як ми бачимо, російські люди вперше відмовляються утримувати царське військо і не платять податі. Долгорукову для придушення заколоту потрібно не менше 100 000 солдатів, тоді як, за офіційною версією, кількість війська Разіна становила у різні часи від 1000 до 8000 чоловік, що відразу ж ставить під сумнів цю офіційну версію.
| «Погані вісті з Москви. У Московії і особливо у столиці, Москві, справи йдуть дуже погано, як про це йдеться в листах, отриманих звідти. Повідомляється, що між бунтівником Разіним і царською армією відбувся жорстокий бій, в якому царське військо було зовсім розбите і звернено до втечі, а воєвода Долгоруков узятий в полон і відправлений до фортеці. Франкфурт на Майні» |
| «30 січня повідомили, що положення в цій країні [Московії] стає гірше з кожним днем, і бунтівник Разін просувається все далі. Все, що не кориться йому добром, він підпорядковує вогнем і мечем, і став настільки сильний, що людям здається неможливим йому протистояти. Велика частина їх [московитів] кращого війська розбита, розгромлена і захоплена їм в полон, і доля надзвичайно йому [Разіну] сприяє. Його військо налічує зараз понад 30 000 чоловік. Здебільшого це добре навчені солдати, яких добре оплачують і годують. Все життя в країні призупинилося. Вільно» |
| «Кривавий результат московського заколоту. З різних місць на московитської кордоні з достовірністю повідомляють, що згаданий бунтівник Разін перебив безліч московських знатних людей, разом з якими загинули також деякі хоробрі німці: полковник Мюнхгаузен, полковник Квеле, полковник Штрассбург. До сих пір ще не знають, що стало з іншими добре відомими людьми. Все ще продовжують повідомляти про те, що армія великого князя московського абсолютно розбита ... » |
| «Поки більшість листів звідти [з Московії] сходяться на тому, що положення в країні дуже важке. Після того як безліч сильних військ, посланих проти заколотника, потрапили до нього в руки, цар настільки злякався, що не збирається більше посилати проти нього «війська». Отримано також звістка, ніби в Москву недавно було доставлено багато убитих і поранених, в тому числі дуже знатних людей, і ніби воєвода Долгоруков узятий в полон і майже вся його армія розбита. Тому в Білій Русі вважають, що справа московитів майже зовсім програно. Лютий, 1671 р.» |
| «Ходили чутки про перемогу великого князя московського над його бунтівними підданими ви не були вірні. В останніх листах з цієї країни <Московії> стверджується, що вождь повсталих продовжує домагатися таких успіхів, що є підстави побоюватися справжнього перевороту, тим більше що, як кажуть, багато бояр з числа найбільш знатних людей королівства теж повстали. Лютий 1671 р.» |
| «У листах, подученний з цієї країни <Московії>, підтверджується успіх вождя бунтівників, який, крім Астрахані і Казані, опанував майже п'ятдесятьма іншими важливими містами. До цього додають, що Долгоруков - командувач військами великого князя, - видужавши після небезпечної хвороби, збирає сильну армію, щоб виступити проти заколотників, число яких досягло 200 000 чоловік. Кажуть ще, що перський король знаходиться в згоді з ними <бунтівниками> і обіцяв послати їм допомогу з боку Каспійського моря» |
| «Важке становище в Москві. Що стосується положення в Москві то воно надзвичайно погане, так як заколотник Разін розбив воєводу Долгорукова, генерал-лейтенанта Ромодановського, генерала Нащокина і майже всіх знатних московських панів, які вирушили в похід і змусив утікати всю їхню армію. Січень, 1671 р.» |
| «Всі польські дворяни, що знаходяться в Московії, теж повинні були піти на виручку [царському війську], але назад їх повернулося так мало, немов їх водили на забій» |
| «З Риги пишуть, що Стенька Разін, московського царя, так порушив плебс, що до заколоту приєдналося вже триста тисяч. Проти нього залишився Долгорукий, воєначальник, який спалює села, міста, замки, охоплені заколотом. Однак цими своїми діями Долгорукий підлив масла у вогонь. Обурення так посилився, що цар закрився в столиці … Від Астрахані до столиці протягом майже двохсот миль утворилася, почитай, пустеля через цей заколот. Винищено чотириста тисяч чоловік»[10] |
Дуже не хотілося фальсифікаторам історії розкривати факт того, що народний рух почалося не з швидких донських розбійників, Отже, географія руху Разіна на останньому етапі виглядає таким чином.
Польські джерела відверто свідчать про не аби які масштаби Селянської війни: під Разіним майже вся Європейська частина Московського царства, його армія величезна і становить 300 000 чоловік. Війська "заколотників "розбили прозахідні армії і підійшли до Столиці. Долгорукий залишає за собою спалені міста і села, на шляху від Астрахані до Москви знищено 400 000 чоловік.
Навесні 1681 року військо Долгорукова повністю розбито, його рештки зховалися у Москві, яку Разін бере в облогу. Серед іноземців панує паніка, вхід до столиці козацько-ординських сил очікується зі дня на день.
«Число заколотників збільшилося до двохсот тисяч … заколотом охоплено настільки багато землі, що зайнявся вже в 12 милях від самої Москви». Як видно з джерела, Разін зупинився під самою Москвою всього в 12 милях!
Штурмувати Москву російсько-ординські сили не планували, чекали на переговори. «Голландський Меркурій» повідомляє, що обороняти столицю західники збиралися на вулицях міста, де спішно зводяться зміцнення: «Степан Разін, московський бунтівник, який виступив проти царської величності, припустився помилки, коли він забарився з походом на Москву; бо тепер весь дерев'яний місто з вулиці на вулицю перекрито заставами».